# Rajmund Baczyński
Rajmund Baczyński (ur. 10 czerwca 1857 w Krakowie, zm. 7 listopada 1929 w Poznaniu) – generał dywizji Wojska Polskiego.

## Życiorys
19 grudnia 1874 roku, po ukończeniu sześciu klas gimnazjum we Lwowie, zaciągnął się na ochotnika do 11 pułku ułanów. W latach 1875–1877 uczył się w Korpusie Kadetów we Lwowie, a następnie został oficerem zawodowym oficerem. W latach 1907–1911, w stopniu pułkownika, był dowódcą 90 pułku piechoty w Jarosławiu, a później XXIV Brygady Piechoty (12 DP) w Tarnowie. 
24 listopada 1911 roku został mianowany generałem majorem ze starszeństwem z 1 listopada 1911 roku. W październiku 1912 roku został przeniesiony w stan spoczynku.
Po wybuchu I wojny światowej został ponownie powołany do służby. Był dowódcą Legionu Zachodniego oraz przez krótki czas (od 20 sierpnia do 1 października 1914) – tworzonych Legionów Polskich. Sprawował także funkcję generalnego inspektora oddziałów ozdrowieńców, obozów jenieckich, obozów internowania oraz oddziałów zapasowych w rejonie działania korpusu Graz. 23 września 1915 roku został mianowany tytularnym marszałkiem polnym porucznikiem. Z dniem 1 grudnia 1916 roku został przeniesiony w stan spoczynku.
Dekretem Naczelnego Wodza Józefa Piłsudskiego z 12 grudnia 1918 roku został przyjęty do Wojska Polskiego „z zatwierdzeniem posiadanego stopnia generała dywizji i zaliczony do I rezerwy”. Do służby czynnej nie został powołany. Zamieszkał w Poznaniu. Zmarł tam 7 listopada 1929 roku.

W dniu wczorajszym zawezwano Lekarskie Pogotowie Ratunkowe (tel. 66-66) do gmachu Sądu Okręgowego, gdzie w oddziale hipotecznym, w czasie przeglądania akt, uległ nagłemu atakowi serca, em. gen. W.P. Baczyński, zamieszkały przy ul. Wyspiańskiego. Pomoc okazała się jednak bezskuteczna. Lekarz skonstatował śmierć wskutek udaru sercowego.

## Ordery i odznaczenia[6]
- Order Żelaznej Korony III klasy (1911)[7]
- Krzyż Zasługi Wojskowej
- Odznaka za Służbę Wojskową III Klasy
- Medal Jubileuszowy Pamiątkowy dla Sił Zbrojnych i Żandarmerii
- Krzyż Jubileuszowy Wojskowy